# Музей-квартира Н. А. Римского-Корсакова
Музей-квартира Николая Андреевича Римского-Корсакова — петербургский музей, посвященный жизни и творчеству знаменитого композитора, филиал Санкт-Петербургского музея театрального и музыкального искусства.
Музей занимает пространство квартиры во дворовом флигеле по адресу Загородный проспект, 28. В этом доме Николай Андреевич Римский-Корсаков в 1893—1908 годах написал 11 опер и проводил знаменитые «корсаковские среды».

## История создания
В квартиру № 39 на третьем этаже доходного дома, принадлежавшего вдове генерала Василия Николаевича Лаврова, Римский-Корсаков с семьёй переехал в 1893 году. Два раза в месяц по нечётным средам он проводил здесь творческие вечера, на которых собирались знаменитые композиторы, художники, певцы и музыканты. В квартире гостили Сергей Рахманинов, Александр Глазунов, Александр Скрябин, Игорь Стравинский, Илья Репин, Фёдор Шаляпин. Супруга композитора, пианистка Надежда Николаевна, аккомпанировала на рояле фирмы "Беккер" Шаляпину, Надежде Забела-Врубель и Евгении Мравиной.
В этой квартире Римский-Корсаков написал 11 из 15 своих опер: «Садко», «Сказку о царе Салтане», «Царскую невесту», «Кащея бессмертного», «Золотого петушка», «Ночь перед Рождеством», «Моцарта и Сальери», «Сказание о невидимом граде Китеже и деве Февронии», «Боярыня Вера Шелога», «Сервилия» и «Пан воевода». После смерти композитора его супруга сохранила и систематизировала рукописи, нотную библиотеку, письма, фотографии, ценные подарки и семейные реликвии. Этот архив стал основой для экспозиции музея.
В 1908 году Надежда Николаевна была вынуждена переехать к сыну, Андрею Николаевичу, а просторная квартира, которую снимал раньше композитор, стала в 1918 году коммунальной. В 1971 году квартира была расселена, а 27 декабря 1971 года по инициативе потомков Римского-Корсакова Санкт-Петербургский музей театрального и музыкального искусства открыл в квартире первый филиал.

## Экспозиция
Музей разделен на три отдела: мемориальный, экспозиционный и концертный. Интерьеры мемориальных комнат были восстановлены по записям одного из сыновей композитора, составившего подробную опись мебели и вещей с их точным расположением. Убранство комнат было сохранено потомками в первозданном виде. В остальном пространстве были организованы экспозиционный и концертный залы. Коллекция музея насчитывает 505 экспонатов.
В мемориальный отдел музея входят прихожая, рабочий кабинет, гостиная и столовая. На стенах прихожей висят фотографии участников творческого объединения «Могучая кучка», на витринах представлены наброски неоконченной оперы «Стенька Разин», партитура оперы «Кащей Бессмертный» немецкого издания и некоторые личные вещи композитора. В кабинете на рабочем столе лежит рукопись оперы «Золотой петушок». Центральный экспонат гостиной комнаты — рояль фирмы Якоба Беккера, на котором во время «корсаковских сред» исполняли свои произведения Сергей Рахманинов, Александр Скрябин, Александр Глазунов, Игорь Стравинский и сам Римский-Корсаков. На стенах столовой размещены портреты предков Римского-Корсакова, а на обеденном столе — именные столовые приборы.
В экспозиционных залах представлены документы, рассказывающие о его работе композитором, дирижёром и преподавателем музыки в Бесплатной музыкальной школе и Санкт-Петербургской музыкальной консерватории. Среди экспонатов находится ручка с золотым пером, подаренная композитору в день премьеры оперы «Майская ночь» в Мариинском театре 9 мая 1880 года. Этой ручкой Римский-Корсаков писал все свои дальнейшие произведения.

## Концерты и мероприятия
В концертном зале, рассчитанном на 50 мест, продолжается традиция творческих вечеров по средам. В цикл «Вечера в доме на Загородном» входят выступления солистов оперных театров, петербургских певцов и музыкантов. Ежегодно 18 марта в честь дня рождения композитора концерты переносятся в мемориальную гостиную. C 2012 года в музее проходят концерты органной музыки, исполняемой на электронном органе.
Для школьников предназначен цикл концертов молодых музыкантов «Музыкальная юность Петербурга», проходящих по субботам. Историю жизни и творчества Римского-Корсакова рассказывает цикл интерактивных лекций.

## Выставки и фестивали
Весной 2010 года в музее прошла первая выставка в рамках международной музыковедческой конференции «Н. А. Римский-Корсаков и его наследие в исторической перспективе». Были представлены документы, рукописи и фотографии из собраний музеев Петербурга, Москвы и коллекции Ионийского университета греческого острова Керкира. Кроме того, на выставке был представлен же эмиритон, электронный музыкальный инструмент, сконструированный в 1932 году под руководством Андрея Римского-Корсакова. По окончании выставки эмиритон был передан Музею музыки в Шереметьевском дворце.
В 2006 и 2008 годах музей участвовал в международном фестивале старинной музыки Earlymusic, принимая концерты и мастер-классы. 10 ноября 2011 года в рамках «Ночи музыки в Санкт-Петербурге» в музее проходили концерты с участием молодых вокалистов. В 2013 и 2014 года музей принимал участие в ежегодной международной акции «Ночь музеев». В рамках детских музейных фестивалей «Детские дни в Петербурге» и «Малыши в городе муз» в 2013 и 2014 годах соответственно в музее проходили творческие мероприятия и спектакли для юных посетителей
.